# Ілвако (Вашингтон)
Ілвако (англ. Ilwaco) — місто (англ. city) в США, в окрузі Пасифік штату Вашингтон. Населення — 1087 осіб (2020).

## Географія
Ілвако розташоване за координатами 46°18′46″ пн. ш. 124°1′36″ зх. д. / 46.31278° пн. ш. 124.02667° зх. д. (46.312687, -124.026732).  За даними Бюро перепису населення США в 2010 році місто мало площу 15,35 км², з яких 5,44 км² — суходіл та 9,91 км² — водойми. В 2017 році площа становила 5,51 км², з яких 5,36 км² — суходіл та 0,15 км² — водойми.

### Клімат
Місто знаходиться у зоні, котра характеризується середземноморським кліматом. Найтепліший місяць — серпень із середньою температурою 15.1 °C (59.1 °F). Найхолодніший місяць — січень, із середньою температурою 5.3 °С (41.6 °F).
| Клімат Ілвако           | Клімат Ілвако | Клімат Ілвако | Клімат Ілвако | Клімат Ілвако | Клімат Ілвако | Клімат Ілвако | Клімат Ілвако | Клімат Ілвако | Клімат Ілвако | Клімат Ілвако | Клімат Ілвако | Клімат Ілвако | Клімат Ілвако |
| Показник                | Січ.          | Лют.          | Бер.          | Квіт.         | Трав.         | Черв.         | Лип.          | Серп.         | Вер.          | Жовт.         | Лист.         | Груд.         | Рік           |
| Абсолютний максимум, °C | 12            | 13,3          | 14,9          | 15            | 18,3          | 19            | 20,7          | 21,3          | 22,1          | 18,4          | 14,6          | 11,3          | 22,1          |
| Середній максимум, °C   | 8,8           | 10,1          | 11,6          | 13,1          | 15,3          | 17            | 18,7          | 19,3          | 19,4          | 16,1          | 11,6          | 9,1           | 14,2          |
| Середня температура, °C | 5,3           | 6,3           | 7,5           | 8,9           | 11,2          | 13,2          | 14,8          | 15,1          | 14,1          | 10,8          | 7,7           | 5,6           | 10,1          |
| Середній мінімум, °C    | 1,8           | 2,5           | 3,4           | 4,8           | 7,2           | 9,4           | 10,9          | 10,8          | 8,7           | 5,5           | 3,8           | 2,1           | 5,9           |
| Абсолютний мінімум, °C  | −3,1          | −1,2          | 1,2           | 2,3           | 5,7           | 7,5           | 9,2           | 8,2           | 6,4           | 2,7           | −0,6          | −1,4          | −3,1          |
| Норма опадів, мм        | 295           | 252           | 229           | 153           | 100           | 76            | 43            | 45            | 84            | 172           | 300           | 314           | 2062          |
| Днів з опадами          | 22            | 20            | 19            | 17            | 12            | 12            | 7             | 9             | 10            | 17            | 20            | 22            | 187           |
| ----------------------- | ------------- | ------------- | ------------- | ------------- | ------------- | ------------- | ------------- | ------------- | ------------- | ------------- | ------------- | ------------- | ------------- |
| Джерело: Weatherbase    |               |               |               |               |               |               |               |               |               |               |               |               |               |

## Демографія
Згідно з переписом 2010 року, у місті мешкало 936 осіб у 443 домогосподарствах у складі 257 родин. Густота населення становила 61 особа/км².  Було 567 помешкань (37/км²).
Расовий склад населення:
| - 89,9 % — білих - 2,1 % — корінних американців - 0,5 % — азіатів - 0,3 % — чорних або афроамериканців - 3,6 % — осіб інших рас |

До двох чи більше рас належало 3,5 %. Частка іспаномовних становила 5,7 % від усіх жителів.
За віковим діапазоном населення розподілялося таким чином: 16,7 % — особи молодші 18 років, 61,7 % — особи у віці 18—64 років, 21,6 % — особи у віці 65 років та старші. Медіана віку мешканця становила 50,2 року. На 100 осіб жіночої статі у місті припадало 106,2 чоловіків;  на 100 жінок у віці від 18 років та старших — 95,5 чоловіків також старших 18 років.
Середній дохід на одне домашнє господарство  становив 44 021 долар США (медіана — 33 603), а середній дохід на одну сім'ю — 50 626 доларів (медіана — 34 191). Медіана доходів становила 32 125 доларів для чоловіків та 35 764 долари для жінок. За межею бідності перебувало 20,8 % осіб, у тому числі 37,3 % дітей у віці до 18 років та 9,9 % осіб у віці 65 років та старших.
Цивільне працевлаштоване населення становило 409 осіб. Основні галузі зайнятості: освіта, охорона здоров'я та соціальна допомога — 31,5 %, мистецтво, розваги та відпочинок — 16,6 %, науковці, спеціалісти, менеджери — 12,5 %, роздрібна торгівля — 9,0 %.